# قائمة أحياء محافظة الأحساء
تشمل قائمة أحياء محافظة الأحساء جميع الأحياء الواقعة في محافظة الأحساء في المنطقة الشرقية في المملكة العربية السعودية.

## أحياء مدينة الهفوف
| الرقم | الأسم                        | الوصف |
| ----- | ---------------------------- | --- |
| 1     | الرقيقة (الأحساء)            | الرقيقه من اقدم أحياء مدينة الهفوف من أبرز مرافقة حديقة الأوقاف تأسست عام 1431 هـ. |
| 2     | صويدرة (الأحساء)             | به متنزه صويدرة بالأحساء يبلغ مساحته 2.030.000 متر مربع وايضا يحتوي علي ملعب الدرة. |
| 3     | الشهابية (الأحساء)           | يقع حي الشهابية في مدينة الهفوف بمحافظة الأحساء ويمر بجانبه طريق العقير وطريق الملك عبد الله وطريق أبي ذر الغفاري. |
| 4     | الصالحية (الأحساء)           | من أقدم الأحياء في الهفوف في المنطقة الشرقية في المملكة العربية السعودية يصل عمره إلى 70 عام. |
| 5     | البصيرة (الأحساء)            | يحتوي علي العديد من المرافق المهمة مثل مسجد البشير، ومستشفى المانع العام الهفوف. |
| 6     | القادسية (الأحساء)           | يحتوي حي القادسية علي مركز صحي القادسية، وحديقة القادسية، والمدرسة الابتدائية الثانية لتحفيظ القرآن الكريم. |
| 7     | السلمانية الشمالية (الأحساء) | يحتوي علي مركز دبي للمواد الغذائية، ومجمع رياض غاليري، ومحطة الدريس للمحروقات، ومسجد خالد بن الوليد، وحديقة ديمونورا. |
| 8     | الصيهد (الأحساء)             | يقع الحي شرق شارع الأمير فواز بن عبد العزيز، وشمال طريق الرياض وجنوب طريق الملك فهد، وغرب شارع بن سينا. يحتوي علي البريد السعودي بالسلمانية، ومكتب هيئة الأمر بالمعروف والنهي عن المنكر، ومركز الحبايب للتموينات، ومركز شرطة الصيهد.         |
| 9     | السلمانية الجنوبية (الأحساء) | يقع الحي شمال طريق الأمير نايف، وجنوب طريق الرياض، كما يحده من الشمال حي السلمانية الشمالية، ومن الشرق حي الرقيقة. |
| 10    | المحمدية (الأحساء)           | الحي يحتوي علي معهد أمهات المؤمنين للقرأن، ومركز نجوم السماء للتموينات. كما يقع حي المحمدية في مدينة الهفوف بمحافظة الأحساء جنوب طريق الملك فهد وغرب طريق الأمير سعود بن جلوي.                                                               |
| 11    | حي النزهة (الأحساء)          | بسبب شكوي أهالي الحي قام رؤساء الحي بانشاء جسر لتفادي الزحام في الطرق يسمي بجسر المثلث. |
| 12    | الروضة (الأحساء)             | من أشهر المرافق في حي الروضة هي حديقة حي الروضة. يحتوي الحي علي الإدارة العامة للتعليم بمحافظة الإحساء بنين. |
| 13    | الفاضلية (الأحساء)           | يقع حي الفاضلية في مدينة الهفوف بمحافظة الأحساء جنوب طريق الملك فهد وغرب طريق الأمير سلطان، كما أنه يقع جنوب حي الأندلس. يحتوي علي معهد هجر للتدريب، ودار التربية الاجتماعية للبنات بالإحساء.                                                |
| 14    | حي عين موسي                  | يقع حي عين موسي في مدينة الهفوف بمحافظة الأحساء شرق الٳمام محمد عبد الوهاب وشمال طريق العقير. |
| 15    | حي الرفعة الجنوبية           | الرفعة الجنوبية هو من أقدم الأحياء في محافظة الأحساء في المنطقة الشرقية في المملكة العربية السعودية. |
| 16    | حي البندرية                  | يحتوي الحي علي محطة معالجة مياه الصرف الصحي، وجامع الأمير سعد بن جلوي، وحديقة حي البندرية. |
| 17    | حي السنيدية                  | يقع حي السنيدية في مدينة الهفوف بمحافظة الأحساء شمال حي الرقيقة وغرب حي المربدية. |
| 18    | حي النايفية                  | يقع الحي على الطريق الدائري المؤدي إلى دولة قطر والإمارات الشقيقة. |
| 19    | حي المحدود                   | يسمى (حي الملك فهد) و ايضا يسمي (حد الدخل المحدود) يقع في جنوب مدينة الهفوف في محافظة الأحساء، المنطقة الشرقية، المملكة العربية السعودية انشئ تقريباً في عام 1402 هجري. للحي أربع مناطق وهم : ( منطقة - أ، منطقة - ب، منطقة - ج، منطقة - د ). |
| 20    | حي الكوت                     | يتميز الحي ببقاء أغلب مبانيه على الطراز القديم والذي يتكون أساسا من الطين والسعف. ويعود تاريخه إلى عهد الإمبراطورية العثمانية. |

## أحياء مدينة المبرز
| الرقم | الأسم             | الوصف |
| ----- | ----------------- | --- |
| 1     | الأندلس (الأحساء) | يبلغ مساحة الحي 25 الف م2. |
| 2     | الحزم (الأحساء)   | يقع حي الحزم في مدينة المبرز بمحافظة الأحساء غرب طريق الملك فيصل، وجنوب شارع مكة، كما يحده من الشمال حي الشروفية ومن الجنوب حي العتبان. |
| 3     | حي عين النجم      | من أهم المرافق في الحي متنزة عين النجم.                                                                                                 |
| 4     | حي محاسن الأحساء  | يُصنَّف الحي إلى ثلاث مناطق: محاسن أرامكو، ومحاسن البلدية، ومحاسن القادسية.                                                                |